# Strålsjön-Erstavik
Strålsjön – Erstavik är ett naturreservat beläget i Nacka kommuns kommundel Älta, i Nacka socken i Södermanland (Stockholms län). Tillsammans med intilliggande naturreservat Älta mosse – Strålsjön bildar båda delarna ett stort sammanhängande rekreationsområde med Strålsjön i mitten. Strålsjön – Erstavik omfattar ett areal av 63 hektar varav Strålsjön ingår med ungefär 3 hektar. Reservatet bildades 1995. Marken ägs och förvaltas av Erstaviks ägare.

## Beskrivning
Redan i slutet av 1940-talet avsattes på initiativ av dåvarande markägaren fideikommissarien Magnus af Petersens ett mindre reservat med gammal hällmarkstallskog som naturminne. Det dröjde till 1995 innan nuvarande reservat bildades och sammanlades med Älta mosse – Strålsjön som också bildades 1995. 

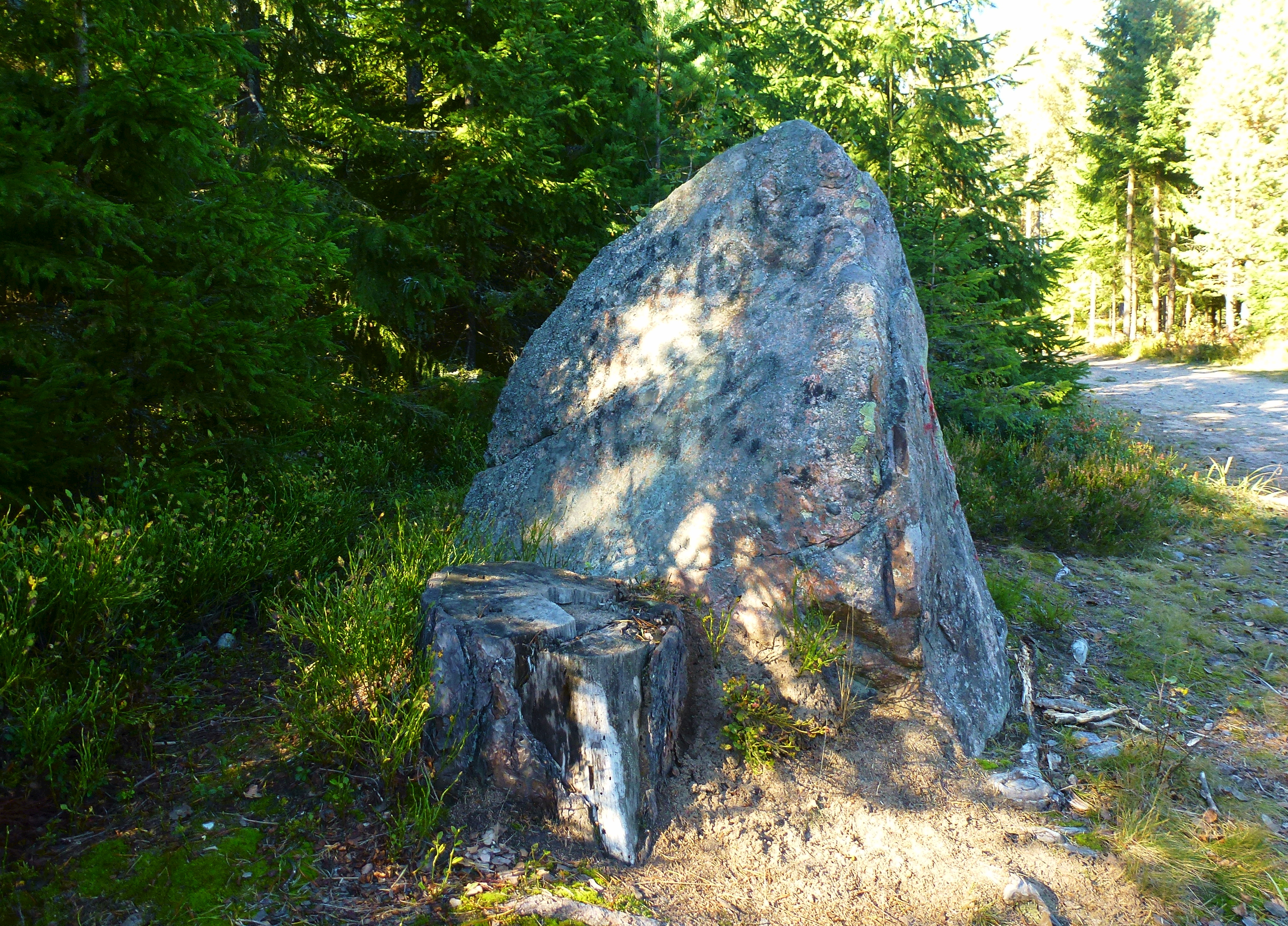
Tandvärksstenen

Strålsjön – Erstavik består huvudsakligen av skogsmark och den näringsfattiga Strålsjön. I nordöstra delen bedrivs fortfarande aktiv skogs- och jordbruk av Erstaviks ägaren, Johan af Petersens med familj. Vid Strålsjön finns en badplats, här passerar även Sörmlandsleden. Sydost om Strålsjön reser sig Strålsjöberget, som dock inte ingår i reservatet. Mitt på östra reservatsgränsen står Tandvärksstenen (RAÄ-nummer Nacka 246), som enligt folktron kunde bota tandvärk och vårtor. 
Centralt genom området sträcker sig en utlöpare av Stockholmsåsen. Längs krönet av rullstensåsen hittades flera boplatser från stenåldern. På grund av landhöjningen var vattennivån för 5 000 år sedan betydligt högre än idag. Stora delar av det nuvarande landskapet var täckta av Östersjöns vikar och liknade en skärgård.
Ändamålet med reservatet är ”att bevara området som naturområde, ingående som en del i det sammanhängande området Erstavik-Strålsjö-Älta Mosse, och att skydda, bevara mark, vatten och vegetation”.

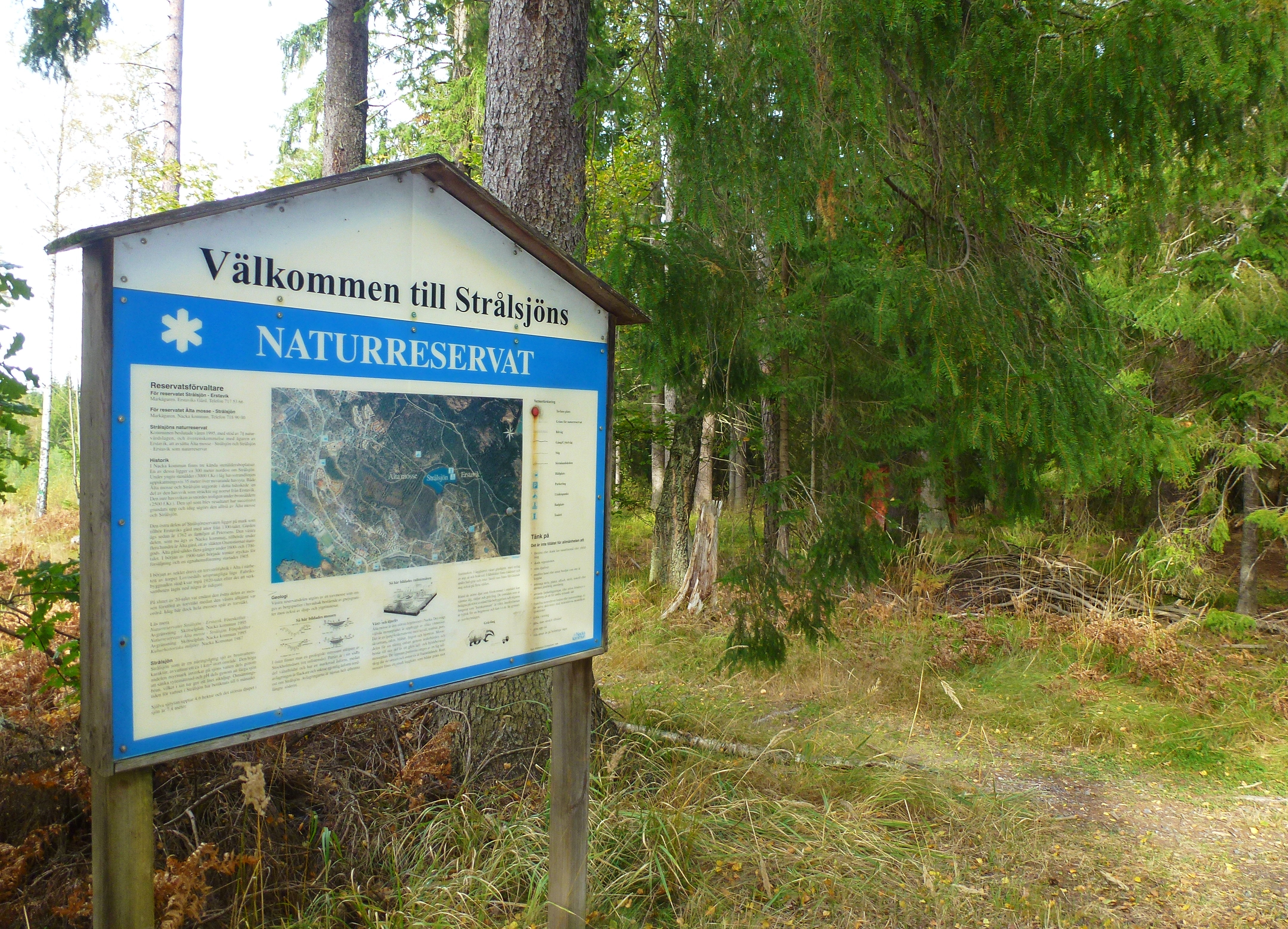
Skylt vid reservatsentrén.

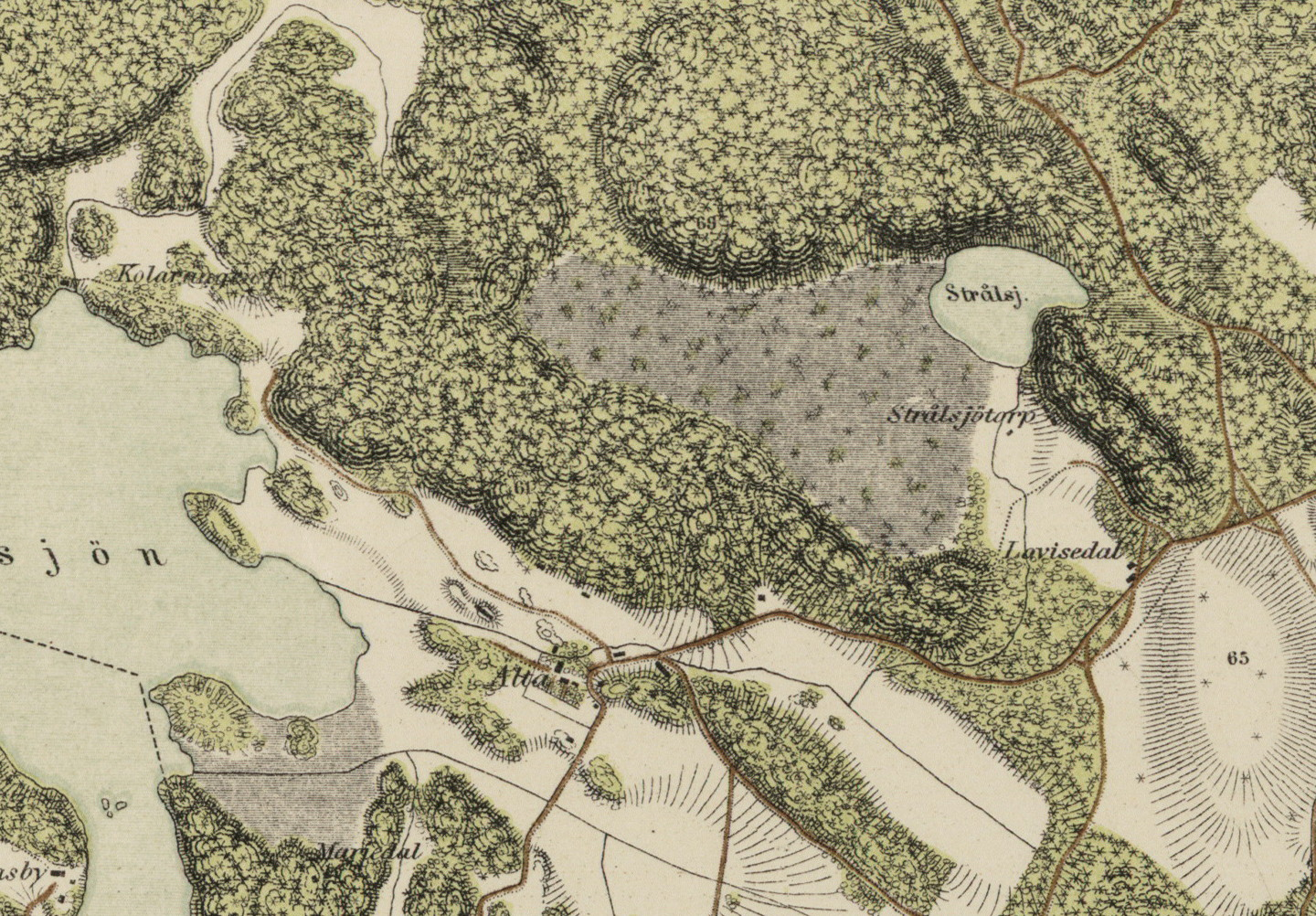
Området kring Strålsjön på 1860-talet.

## Bilder

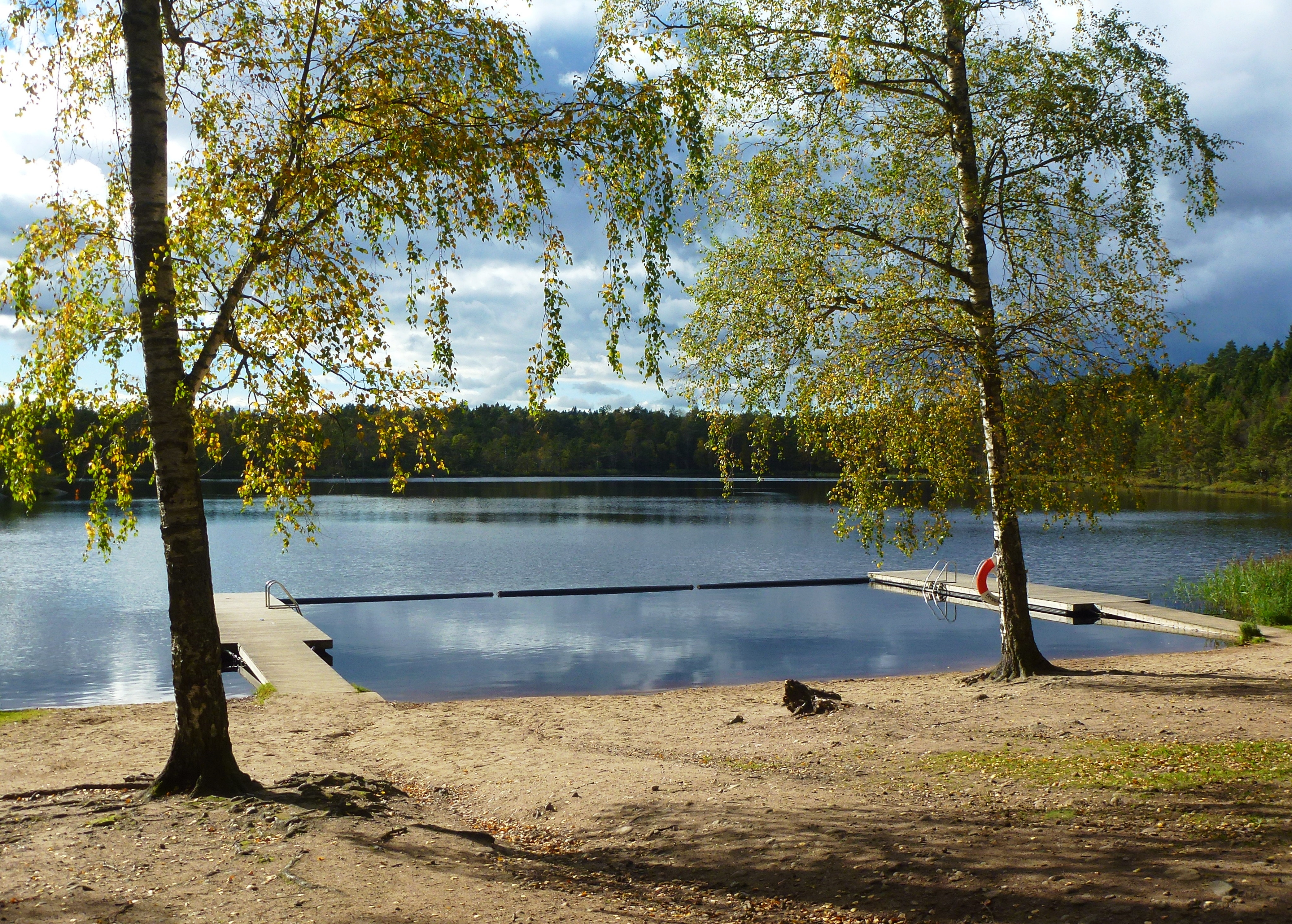
Strålsjöns badplats ligger inom reservatet
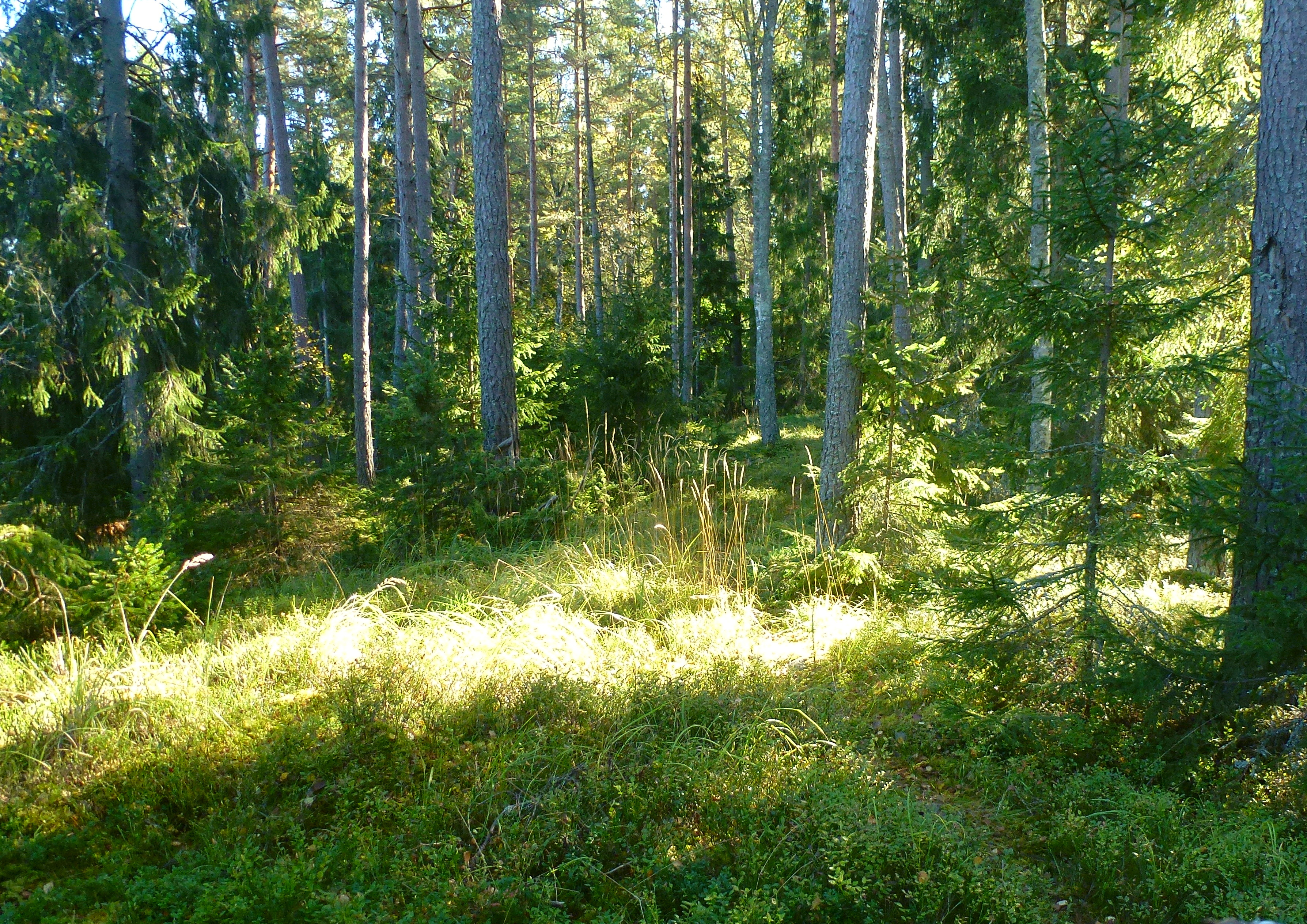
Stenåldersboplats på Stockholmsåsen
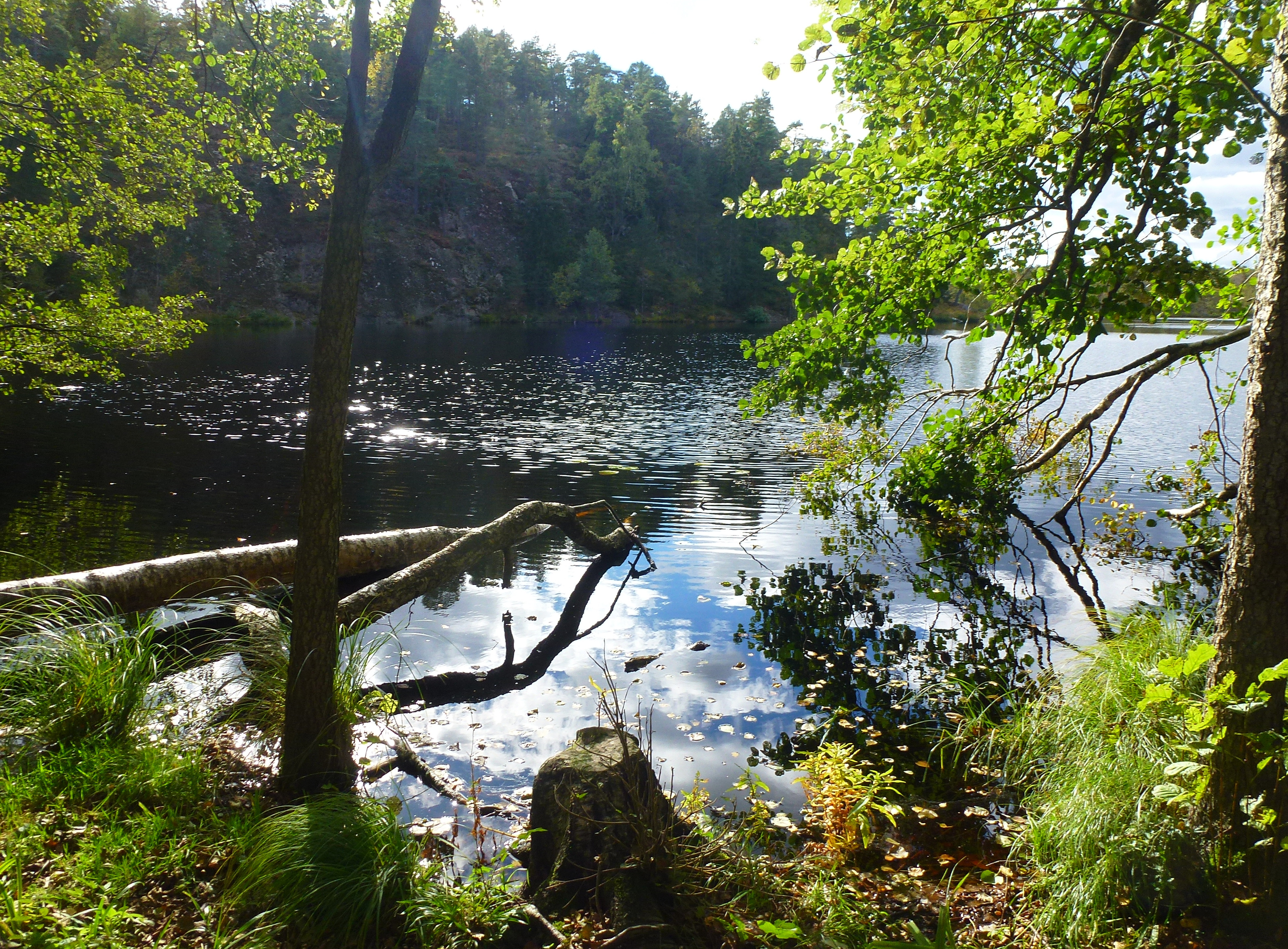
Strålsjön och Strålsjöberget